# Good Hope (Georgia)
Good Hope è un comune degli Stati Uniti d'America, situato nello Stato della Georgia, nella contea di Walton.